# Jacqueline Winspear
Jacqueline Winspear (Kent, ...) è una scrittrice inglese.

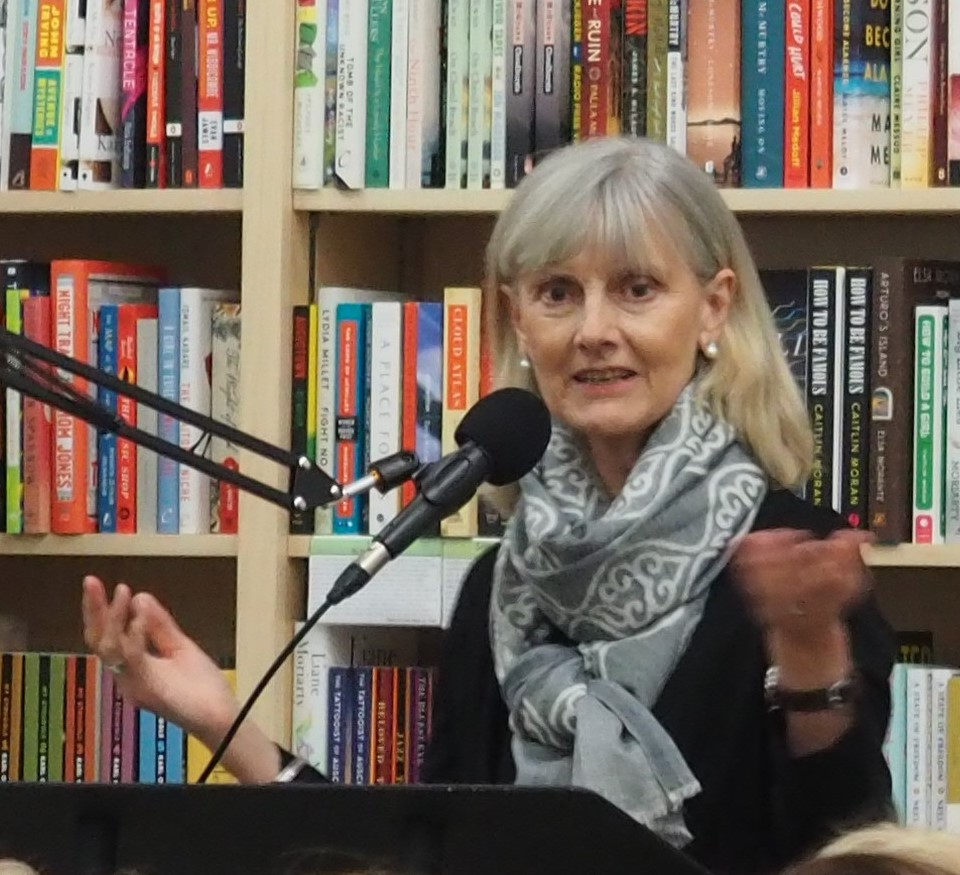
lettura in Politica e Prosa, 2019

Jacqueline Winspear, nata nel Kent, ha studiato e lavorato nel campo dell'editoria e della comunicazione a Londra. All'inizio degli anni Novanta si è trasferita negli Stati Uniti dove - oltre a intraprendere l'attività di psicologia e a collaborare con riviste, giornali e radio - ha realizzato il sogno di diventare scrittrice iniziando la serie di gialli con protagonista la detective Maisie Dobbs. Vive in California.